# Caseneuve
Caseneuve é uma comuna francesa na região administrativa da Provença-Alpes-Costa Azul, no departamento de Vaucluse. Estende-se por uma área de 18,11 km². Em 2010 a comuna tinha 501 habitantes (densidade: 27,7 hab./km²).